# Hannō
Hannō (jap. 飯能市 Hannō-shi) – miasto w Japonii, na wyspie Honsiu, w prefekturze Saitama. Ma powierzchnię 193,05 km². W 2020 r. mieszkało w nim 80 391 osób, w 33 452 gospodarstwach domowych  (w 2010 r. 83 546 osób, w 30 906 gospodarstwach domowych).